# Baneswar
Baneswar és una vila del districte de Cutx Behar (Bengala Occidental, Índia) famosa pel seu temple de Xiva. El nom Baneswar deriva de Ban i eeswar, on Ban fou un rei d'Asur que es va voler emportar el lingam de Xiva i no ho va aconseguir; el lingam està fixat encara al lloc del temple.